# 유나이티드 스테이츠 오브 리랜드
《유나이티드 스테이츠 오브 리랜드》(영어: The United States of Leland)는 미국에서 제작된 매슈 라이언 호그 감독의 2003년 드라마 영화이다. 라이언 고슬링, 돈 치들 등이 출연하였고, 버니 모리스 등이 제작에 참여하였다.

## 줄거리
릴런드는 지적 장애인 라이언을 살해한 죄로 체포돼 소년원에 간다. 작가 지망생인 소년원 교사 펄은 릴런드의 사연을 작품 소재로 삼으려 한다.  

## 출연
- 라이언 고슬링 - 릴런드 P. 피츠제럴드 역
- 돈 치들 - 펄 매디슨 역
- 크리스 클라인 - 앨런 해리스, 줄리의 남자친구 역
- 제나 멀론 - 베키 폴러드 역
- 레나 올린 - 메리베스 피츠제럴드, 이혼한 어머니 역
- 케빈 스페이시 - 앨버트 피츠제럴드, 유명 작가인 아버지 역
- 셰릴린 펜 - 앤절라 칼더론 역
- 미셸 윌리엄스 - 줄리 폴러드 역
- 마틴 도너번 - 해리 폴러드 역
- 앤 매그너슨 - 캐런 폴러드 역
- 마이클 웰치 - 라이언 폴러드 역
- 케리 워싱턴 - 아이샤 역
- 마이클 페냐 - 기예르모 역
- 웨슬리 조너선 - 벵글 역
- 트로이 윈부시 - 데이브 역
- 론 캐나다 - 엘든 역
- 클라이드 쿠사추 - 판사 역

## 기타 제작진
- 라인 제작: 다라 와인트라우브
- 배역: 에밀리 슈웨버
- 미술: 에드워드 T. 매커보이
- 의상: 제너비브 티럴